# Алісса Адамс
Алісса Адамс (уродж. Адкінс) — співзасновниця The Eddie Adams Workshop, авторка та редакторка, фото редакторка журналу TV Guide.

## Кар'єра
Алісса Адамс є співзасновницею та виконавчим директором The Eddie Adams Workshop, який вона заснувала разом зі своїм чоловіком, фотографом Едді Адамсом, у 1988 році. Eddie Adams Workshop — це безкоштовний чотириденний воркшоп у Джефферсонвіллі, штат Нью-Йорк, для 100 фотографів-професіоналів, відібраних на основі їх робіт та портфоліо.
Адамс написала книгу про свого чоловіка під назвою Eddie Adams: Vietnam, яка вийшла у 2008 році і зосереджена на його фотографіях з війни у В'єтнамі. Вона також працює заступницею фото редактора в TV Guide та є директором операцій у Bathhouse Studios, фотостудії в Нью-Йорку.

## Публікації
- Eddie Adams: Vietnam. Нью-Йорк: Umbrage, 2008. Авторка та редакторка: Алісса Адамс. ISBN 978-1884167966.